# Diane Cailhier
Diane Cailhier (1947-2020) est une scénariste et réalisatrice québécoise.

## Biographie
Née à Valleyfield en 1947. Son père Antonin Cailhier est professeur au Séminaire de Valleyfield et par la suite commerçant et comptable. Il occupera des fonctions de Président de la commission scolaire, de fondateur de la Caisse Populaire de Valleyfield et d’une section locale de la société Saint-Jean Baptiste. Sa mère Marguerite Cousineau est la première finissante du cours Lettres-sciences au Pensionnat de Valleyfield. Elle épousera Antonin Cailhier en 1930 et donnera naissance à 8 enfants dont Diane est la cadette. 
Diane a fait ses études primaires et secondaires au Pensionnat de Valleyfield et ses études collégiales au Collège Jesus-Marie d’Outremont où elle a terminé son cours classique en 1967. Elle obtient parallèlement un Lauréat en piano à l’École de musique Vincent d’Indy en 1964. Elle poursuit ses études à l’Université de Montréal où elle obtient une Maîtrise es arts en lettres en 1975. Elle suit parallèlement des cours à l’École des Beaux-arts de Montréal de 1967 à 1969. 
Ses premiers textes dramatiques sont diffusés à la radio de Radio-Canada aux émissions L’Atelier et Studio d’essais en 1970 et 1971, réalisées par Robert Blondin. Elle fait parallèlement la recherche et l’adaptation de romans pour l’émission Lectures de chevet. De 1972 à 1975 elle est recherchiste et responsable d’entrevues pour l’émission Gens de mon pays réalisée par Robert Blondin et Jean Boisvert.
Elle écrit son premier scénario de long métrage, La piastre, en 1974. Il sera réalisé par son conjoint Alain Chartrand et sera présenté en 1975, année de naissance de leur fille Marie.
Professeur de cinéma au Collège Jean-de-Brebeuf en 1976 et 1977, elle enseignera par la suite la littérature au Cégep de Sherbrooke jusqu’en 1986, tout en écrivant des scénarios, après avoir élu domicile à Ste-Catherine-de-Hatley. Elle donnera aussi des cours d’écriture de documentaires à l’Institut de l’image et du son (Inis) et animera des ateliers d’écriture de scénario pour l’Aqad (Association québécoise des auteurs dramatiques). C’est à partir des années 80 que sa carrière de scénariste prendra son envol avec l’écriture de documentaires, de séries, de courts et de longs métrages avec de nombreuses activités connexes au sein d’associations professionnelles et de jurys.
Elle décède à Magog le 5 février 2020 des suites d'un cancer.

## Filmographie
Comme scénariste
- 1976 : La Piastre
- 1980 : Les Douces
- 1980 : Images de l'Estrie
- 1981 : L'Estrie en musique
- 1983 : Terre et Mémoire
- 1988 : Des amis pour la vie
- 1991 : Un homme de parole
- 1991 : Une nuit à l'école
- 1991 : Les Intrépides (3 épisodes)
- 1992 : Le Jardin d'Anna
- 1993 : Zap (3 épisodes)
- 1995 : Les Grands Procès. L'Affaire Durand
- 1996 : Une vie comme rivière
- 1999 : Deux frères (6 épisodes)
- 1999 : Chartrand et Simonne
- 2003 : Simonne et Chartrand
- 2005 : Le Survenant
- 2013 : Lac Mystère

Comme réalisatrice
- 1996 : Une vie comme rivière